# Woongebouw Wertheim
Woongebouw Wertheim is een appartementencomplex in Amsterdam-Centrum.
Op de hoek van de Plantage Middenlaan en Plantage Parklaan stond in de jaren negentig van de 20e eeuw een complex met een bedrijf op de begane grond en woningen daarboven. Het complex bevond zich in slechte staat, reden waarom er werd overgaan tot sloop van de bestaande bebouwing. Aan architecten Richard Groenendaal en W.J. de Vries werd gevraagd een nieuw complex te ontwerpen, nu alleen voor woningen. Met passen en meten konden die architecten zeventien woningen op deze kleine hoek kwijt. Er kwamen vijf bouwlagen op een souterrain met bergingen. De bovenste etage, met penthouses, is daarbij teruggetrokken. Daartussen bevinden zich dertien twee- en vier driekamerwoningen. Alle woningen zijn gebouwd rond de liftschacht. Er moest enigszins gesleuteld worden met de "Eisen en Aanbevelingen Nieuwbouw 1993", want de kleinste tweekamerwoning is slechts 46 m², terwijl voorschrift minimaal 55 m² is. Ook de woonkamer van dat appartement is met 23,3 m² (eis 28 m²). Het gebouw valt op door de tegenstelling tussen de halfronde erker boven de toegang en de driehoekige loggia’s. Het werd in 1996 opgeleverd.
Het gebouw kreeg de naam Woongebouw Wertheim omdat het gesitueerd is schuin tegenover het Wertheimpark, vernoemd naar Abraham Carel Wertheim. Het gebouw kreeg adres Plantage Middenlaan 4B-4V mee; 4A was al jaren toebedeeld aan Desmet.